# Глинник (Брейтовский район)

Глинник — деревня в Брейтовском районе Ярославской области. Входит в состав Брейтовского сельского поселения.

## География
Находится в северо-западной части Ярославской области на расстоянии приблизительно 12 км на юг по прямой от административного центра района села Брейтово.

## История
Была отмечена еще на карте 1798 года. В 1859 году здесь (деревня Мологского уезда Ярославской губернии) было учтено 12 дворов, в 1898 — 15.

## Население
Численность населения: 53 человека (1859 год), 1 (русские 100 %) в 2002 году, 0 в 2010.